# Heiki Arike
Heiki Arike (* 5. Mai 1965 in Tallinn, Estnische SSR; † 9. Oktober 2018) war ein estnischer Politiker. Von Dezember 1993 bis November 1994 war Arike Innenminister der Republik Estland in der ersten Koalitionsregierung von Ministerpräsident Mart Laar.

## Leben und Politik
Heiki Arike studierte von 1983 bis 1990 an der Estnischen Agrarakademie (heute Estnische Universität der Umweltwissenschaften). Er schloss sein Studium im Fach Wirtschaftswissenschaft und Organisation ab. Von 1984 bis 1986 absolvierte er seinen Wehrdienst in der Sowjetarmee.
Nach Wiedererlangung der estnischen Unabhängigkeit war Arike 1992/1993 bei den Innenbehörden in Tartu beschäftigt. Sein Weg führte dann weiter zum Amt des stellvertretenden Staatssekretärs (asekantsler) im estnischen Innenministerium.
Vom 14. Dezember 1993 bis zum 8. November 1994 war Arike Innenminister der Republik Estland in der Koalitionsregierung von Ministerpräsident Mart Laar. Er gehörte der „Partei der nationalen Unabhängigkeit Estlands“ (Eesti Rahvusliku Sõltumatuse Partei – ERSP) an, einer der ersten demokratischen Reformparteien Estlands, die bereits zum Ende der Sowjetherrschaft gegründet worden waren. 1994 ließ er sich in der Tallinner Karlskirche evangelisch-lutherisch taufen und blieb kirchlich aktiv.
Nach seinem Ausscheiden aus dem Kabinett war Arike in der freien Wirtschaft sowie bei der estnischen Eisenbahngesellschaft Eesti Raudtee tätig. Daneben unterrichtete er Sicherheitspolitik an estnischen Schulen.
Von 1999 bis 2013 war Arike im Rang eines Major Befehlshaber des Verbands Domberg des militärischen Freiwilligenverbands der estnischen Streitkräfte (Kaitseliit). Von 2011 bis 2015 leitete er die Abteilung Öffentlichkeitsarbeit der Kaitseliit.
Arike starb 2018 im Alter von 53 Jahren. Er liegt auf dem Waldfriedhof von Tallinn begraben.

## Privatleben
Heiki Arike war verheiratet und hatte eine Tochter.